# Hervé de Charette
Hervé de Charette [ervé d'šaret] (* 30. července 1938 Paříž, Francie) je francouzský politik a bývalý ministr zahraničních věcí. Je potomkem francouzského důstojníka Françoise Athanase de Charette de la Contrie.

## Kariéra
Jako člen Unie pro francouzskou demokracii (Union pour la Démocratie Française, UDF) byl v roce 1986 zvolen zástupcem departementu Maine-et-Loire. Během první kohabitace (1986-88) sloužil jako ministr veřejné správy. Během druhé kohabitace (1993-95) pak jako ministr místního rozvoje a bytové politiky.
U prezidentských voleb v roce 1995 podporoval kandidaturu Jacquese Chiraca. Později založil a vedl stranu Parti populaire pour la démocratie française (PPDF) a sloužil jako ministr zahraničních věcí až do voleb roku 1997. V roce 2005 vstoupil do strany Union pour un mouvement populaire (UMP). O čtyři roky později, v prosinci 2009, odešel do středopravicové politické stany Nouveau Centre.